# بالاتسينا دي كاكشيا في ستوبينيجي

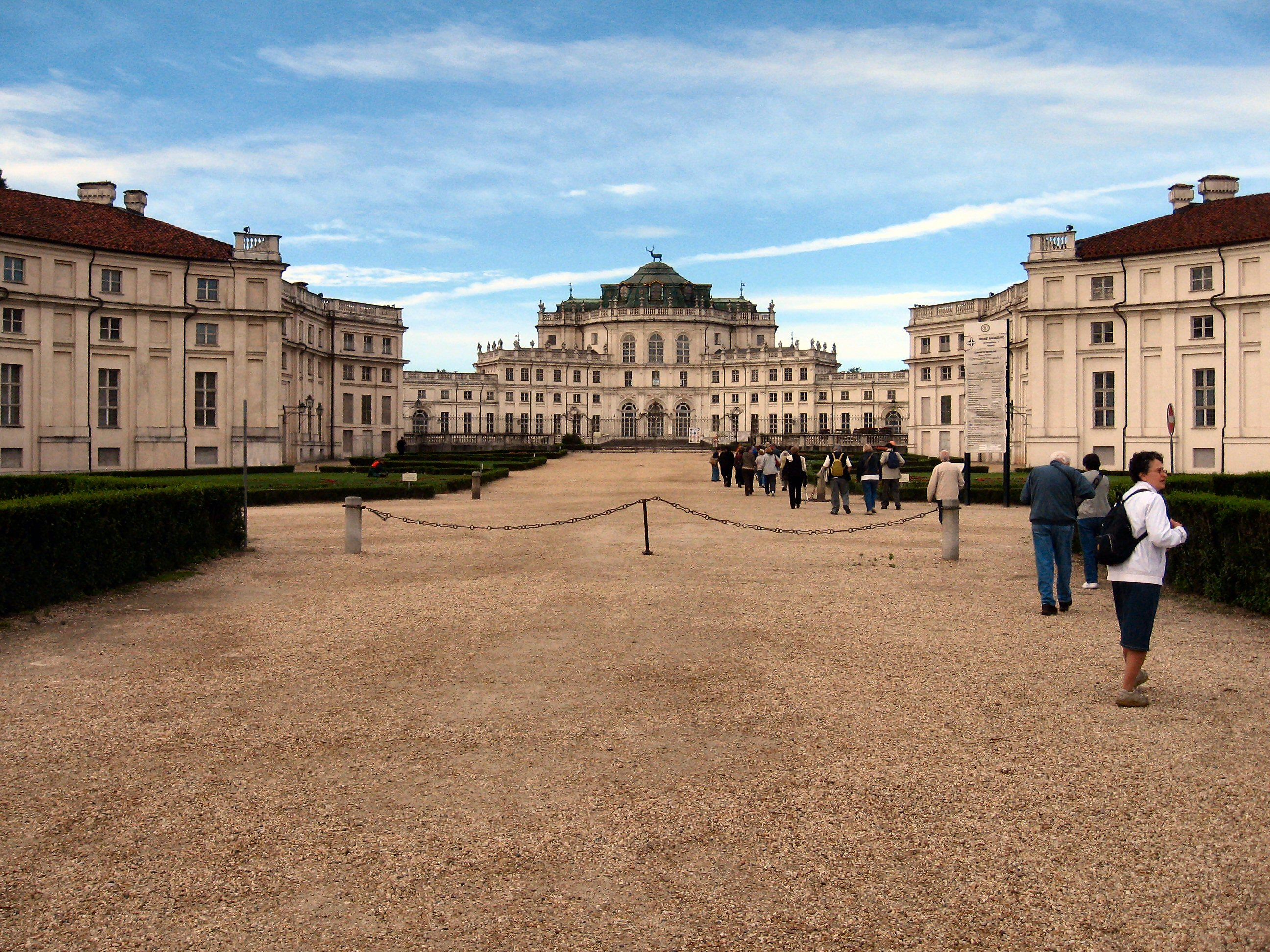
بالاتسينا دي كاكشيا في ستوبينيجي.

بالاتسينا دي كاكشيا في ستوبينيجي (بالإيطالية: Palazzina di caccia of Stupinigi) و تعني قصر الصيد في ستوبينيجي (أو حرفياً القصر الصغير في ستوبينيجي)، هو أحد مساكن بيت سافوي الملكي في شمال إيطاليا، وهو جزء من قائمة اليونسكو لمواقع التراث العالمي. بني كمنتجع للصيد في أوائل القرن الثامن عشر، وهو موجود في ستوبينيجي [الإنجليزية]، إحدى ضواحي بلدة نيكيلينو، على بُعد 10 كم (6 ميل) جنوب غرب تورينو.

## التاريخ
كانت القلعة الأصلية مملوكة لخط أكاجا لمنزل آل سافوي حتى عام 1418، وتم بيعها للماركيز رولاندو بالافيتشينو في عام 1493، ثُمّ تَمّ الحصول عليها من قبل إيمانويل فيليبير في عام 1563، عندما تم نقل العاصمة الدوقية من شامبيري إلى تورينو.

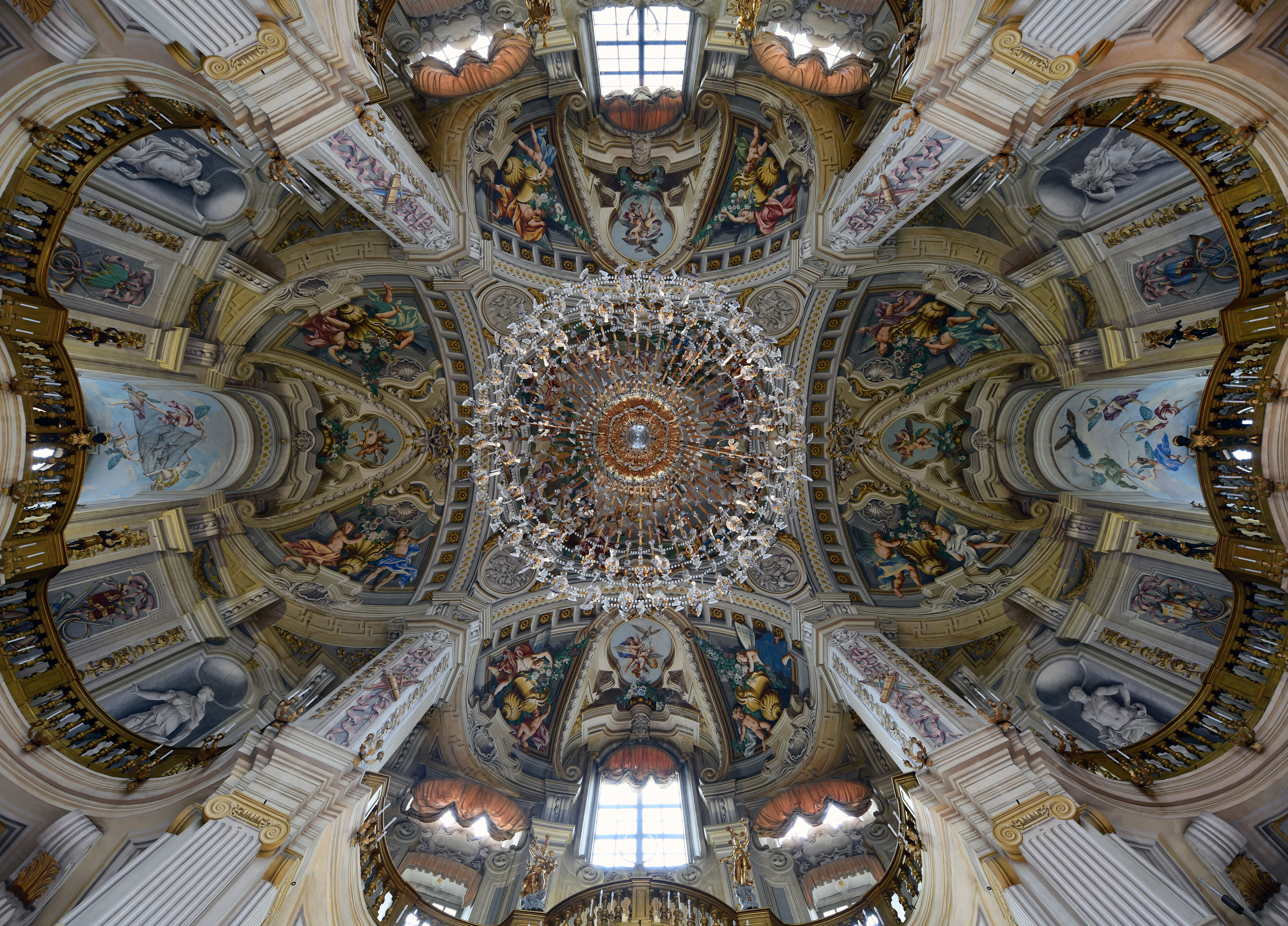
تفاصيل قبو القاعة المركزية

تم تصميم القصر الجديد من قبل المهندس المعماري فيليبو يوفارا ليتم استخدامه كقصر دي كاتشيا («نزل للصيد») لفيتوريو أميديو الثاني، ملك سردينيا. بدأت الأعمال في عام 1729. وفي غضون عامين، كان البناء متقدمًا بدرجة كافية لإجراء أول عملية صيد رسمية.
دعى يوفارا فريقًا من مصممي الديكور، العديد منهم من البندقية، لتنفيذ ديكورات القصر الداخلي. في عهد كارلو إمانويلي الثالث وفيتوريو أميديو الثالث، استمرّ توسيع القصر والحديقة الرسمية، في البداية من قبل مساعد يوفارا، جيوفاني توماسو برونوتو، ثم من قبل العديد من المهندسين المعماريين الإيطاليين الشماليين، مثل إجنازيو بيراجو دي بورغارو، ولودوفيكو بو، وإجنازيو بيرتولا، وبينيديتو ألفيري. احتوى المبنى النهائي على إجمالي 137 غرفة و 17 صالة عرض، وغطّى 31,050 مترًا مربعًا. قامت بوليسينا من هيس روتنبورغ، زوجة كارلو إيمانويلي الثالث أيضًا بإجراء تحسينات.
يرمز الغرض الأصلي من نزل الصيد إلى الأيل البرونزي الذي يطفو على قمة السقف المتدرج من القبة المركزية، ورؤوس كلاب الصيد التي تزين المزهريات على خط السقف. المبنى له مخطط سالتير: مشروع أربعة أجنحة بزاوية من القاعة الرئيسية بيضاوية الشكل.
نتج عن الامتدادات أجنحة منفصلة مرتبطة بمعارض طويلة الزاوية K وفناء أمامي طويل مثمن محاط بأجنحة ممتدة إلى الأمام في ساحتي دخول إضافيتين.
كان ستوبينيجي هو المبنى المفضل في الاحتفالات وحفلات الزفاف الأسرية من قبل أعضاء منزل آل سافوي. في عام 1773، تزوجت ماريا تيريزا، أميرة سافوي، من شارل العاشر، شقيق لويس السادس عشر.
يضم قصر ستوبينيجي اليوم متحف (بالإيطالية: Museo di Arte e Ammobiliamento)، وهو متحف للفنون والمفروشات، بعضها أصلي يعود إلى القصر، والبعض الآخر تم إحضاره من مساكن سافويا السابقة في مونكالييري وفيناريا ريالي. يمتلك ستوبينيجي أهم مجموعة من أثاث منطقة بيدمونت، بما في ذلك أعمال أشهر صانعي الخزانات الملكية الثلاثة في تورينو، جوزيبي ماريا بونزانيغو، وبيترو بيفيتي، ولويجي برينوتي. بعض تماثيل شخصيات الصيد من تصميم جيوفاني باتيستا بيرنيرو.
كانت آنا كاترينا جيلي نشطة كرسامة زخرفية في القصر.

## الوصف
تم تحديد مخطط المبنى من خلال الأذرع الأربعة لصليب القديس أندرو، مقسومة على المحور المركزي الذي يتماشى مع المسار الذي يؤدي من تورينو إلى القصر، عبر طريق تصطف على جانبيه الأشجار ويمتد بجانب المزارع والإسطبلات وغيرها.
تتكون النواة الأساسية من قاعة مركزية بيضاوية كبيرة تنطلق منها الأجنحة الأربعة، والتي تضم الشقق الملكية وتلك المخصصة للضيوف. القاعة البيضاوية الكبيرة ذات الارتفاع المزدوج مع شرفات مقعرة ومحدبة، مغطاة بقبة يعلوها تمثال «سيرفو» للفنان فرانشيسكو لاداتي. بمغادرة فيليبو يوفارا من تورينو، قام الأمير كارلو إمانويلي الثالث بتفويض العمل إلى جيوفاني توماسو برونوتو، الذي قدم لتوسيع المبنى بدءًا من الرسومات التي تركها يوفارا، وبالتالي حاول حماية اللعب المعقد للأضواء والأشكال. الداخل في روكوكو الإيطالي، مصنوع من مواد ثمينة مثل طلاء اللك والبورسلان والجص المذهّب والمرايا والجذور التي تمتد اليوم على مساحة تبلغ حوالي 31000 متر مربع، بينما تشغل المباني المجاورة 14000، و 150.000 بجوار الحديقة و 3800 من قبل أحواض الزهور الخارجية، وبشكل عام، هناك 137 غرفة و 17 صالة عرض. من بين الأثاث الفاخر المصنوع للمبنى، يجب ذكر أثاث كارفر جوزيبي ماريا بونزانيغو وبيترو بيفيتي ولويجي برينوتو. يحتفظ المبنى بزخارف الرسامين الفينيسيين جوزيبي ودومينيكو فاليرياني وجايتانو بيريجو وكريستان ويرلين. وتجدر الإشارة أيضًا إلى اللوحات الجدارية التي رسمها فيتوريو أميديو سيجنارولي وجيان باتيستا كروساتو وكارلو أندريا فان لو.

## المدخل
يُتيح مدخل المجمع الوصول إلى المساحة الشاسعة من معرض الصور (Galleria dei Ritratti) الذي كان جزءًا من الإسطبلات الجانبية التي صممها وبناها فيليبو يوفارا بعد الانتهاء من المجمع المركزي للمبنى. لذلك تم استخدام هذه المساحة للعربات والمدربين، ولإيواء الخيول أثناء الصيد. يقف هنا اليوم التمثال الأصلي لغزلان ستوبينيجي الذي أنشأه فرانشيسكو لادات في عام 1766، والذي يُطلُّ على قبة القاعة المركزية. تم وضعه في هذه الغرفة في عام 1992، وتم استبدال الجزء العلوي من القبة بنسخة برونزية حديثة. يُحاط النحت بصور منحوتة من الخشب المنحوت بتكليف من فيتوريو إمانويلي الثاني، والمخصّص في الأصل لقلعة مونكالييري. في المكتبة الأولى ثم في المكتبة الثانية، يمكن للمرء أن يجد تغيّر الذوق في منتصف القرن الثامن عشر، عندما تم تقليص مساحة الاسطبلات لإفساح المجال لمكتبة محاطة بأرفف من تصميم بينيديتو ألفيري، ومطليّة باللون الأزرق والعاجي والذهبي، مصحوبة برموز للفنون والعلوم رسمها جوزيبي نوغاري.

## أعلام
- ماريا بيا من سافوي